# Kolopsoides
Kolopsoides — вимерлий рід сумчастих підродини Zygomaturinae з формації Отібанда, пліоцену річки Ватут (права притока Маркем), Папуа Нова Гвінея.